# Koncháza
Koncháza (ukránul: Концово [Koncovo]) falu Ukrajnában, Kárpátalján, az Ungvári járásban.

## Földrajz
Ungvár vonzáskörzetében a megyei székvárostól 6 km-re dél-délnyugatra terül el. A községbe vezető bekötőút Homok határában torkollik az Ungvár-Csap országútba.

## Történelem
A krónikák először 1348-ban említik, ekkor még Kecsefelde néven. Ez idő tájt a Koncházy család birtoka. Ebben az időben a császári csapatok állandó átvonulása, az ezzel járó zaklatás miatt a település fejlődése igen lassú. Feljegyezték, hogy a 16. század folyamán a pestis többször is megtizedelte Koncháza lakosságát.
1582-ben a helység már Homonnay (Drugeth) birtok, így az ungvári vár tartozéka. 1612-ben Homonnay István magvaszakadta után Ung vármegyei birtokait – Homokot és Konczházát, melyeket Homonnai Drugeth György kért adományba – a nádor Csuty Gáspárnak és Paxy Miklósnak adta.
A 18. század végén Vályi András így ír róla: „KONCZHÁZA. Magyar falu Ungvár Várm. lakosai külömbfélék, fekszik Őrhöz nem meszsze, és annak filiája, határja jó, vagyonnyai külömbfélék, el adásra alkalmatos módgyok van.”
1833-ban 38 házból áll a falu, 365-en lakják ekkor.
Fényes Elek 1851-ben kiadott geográfiai szótárában így ír a faluról: „Konczháza, Ungh v. magyar falu, Ungvárhoz délre 1 mfldnyire: 231 romai, 46 g. kath., 34 ref., 10 zsidó lak. F. u. az ungvári káptalan.”
A trianoni béke előtt Ung vármegye Ungvári járásához tartozott. Ekkor Csehszlovákiához csatolták. 1938–44 között visszakerült Magyarországhoz.1940-ben ugyanannyian élnek itt, mint 30 évvel azelőtt. 1944 őszén a sztálinisták 40 férfit hurcoltak el a községből, 11-en közülük odahaltak.
1945-ben Szovjetunióhoz csatolták a települést. A szovjet érában a koncházi földművesek – a környező falvakban élő sorstársaikkal együtt – az ungtarnóci székhelyű Gorkij Kolhozban tevékenykedtek. A kollektív nagyüzem mellett már ekkor is akadt más munkalehetőség, itt helyben is. A múlt század hetvenes éveire felépült a baromfiüzem, ahol évtizedeken át sok helybéli dolgozott. Szintén ez idő tájt a közeli Ketergényben a Kárpátaljai Gabonaforgalmi Vállalat kezdte meg működését, itt is sok koncházi kapott munkát. Az Ukrajna függetlenné válásával (1991) egy időben jelentkező gazdasági válság következtében mind a baromfiüzem, mind a gabonaforgalmi vállalat a csőd szélére jutott, azóta gyakorlatilag mindkét helyen szünetel a termelés. Újraindításukhoz a termelés korszerűsítése mellett jelentős tőkére lenne szükség.
2020-ig közigazgatásilag Kincseshomokhoz tartozott. A Koncházi Középiskolának jelenleg 300 tanulója van. A magyar mellett párhuzamosan ukrán osztályok is vannak. Óvodájába 25 gyermek jár. Könyvtár, modern kultúrház, posta, családorvosi rendelő helyben.

## Népesség
1870-ben 428-an lakták.
1910-ben 531 lakosából 495 magyar, 5 német, 29 szlovák volt; ebből 251 római katolikus, 211 görögkatolikus, 44 református volt.
| 2001 | 1 278 |

A népesség anyanyelv szerinti megoszlása a teljes népesség %-ában (2001)

## Gazdaság
A helybéliek időközben Ungvár más ipari és szolgáltató vállalatainál helyezkedtek el. A munkaképes férfilakosság egy része a határon túl – főleg építkezéseken – keresi meg a családja eltartásához szükséges pénzt.
A helyi kolhoz felszámolását követően (2000 tavasza) a helybeliek között szétosztották a földet. A parcellák jelentős részét az ekkoriban megalakult Vatra Mezőgazdasági Vállalat bérli az itteniektől. Néhány koncházi gazda önállóan műveli a földjét, emellett tejelő jószágot, baromfit tart, sertést hizlal. A koncházi határban működik a Holland Plant Kft., amely vírusmentes gyümölcsfa-csemetéket és szőlőoltványokat állít elő a vidék lakossága részére.
A községben az utóbbi években több vegyesbolt és kisebb kávézó nyílt.

## Nevezetességei
- Római katolikus temploma. A római katolikus egyház újraalapítása a 19. század elejére esik. A templomot a szovjet rendszerben bezárták. A hívek új templomot építettek, melynek felszentelésére 1992 októberében került sor.
- Görögkatolikus templom. 1888-ban kezdték el építeni, és 1906-ban szentelték fel. A bazilika típusú kőtemplom egyik fala a második világháború idején találatot kapott. A működő templomok listájáról a hatóságok 1953-ban törölték. A szovjet éra évtizedeiben az épületet, melynek tornyát is lebontották, raktárként használták. A templom maradványait a múlt század kilencvenes éveinek elején kapta vissza a gyülekezet. A rekonstrukció több évi megfeszített munkát igényelt. Tornyát 1996-ban állították helyre.
- Meleg nyári napokon a helybéliek a közeli Ung partján keresnek felüdülést. Ilyenkor sok horgász is tanyázik errefelé. A település mellett egy 25 hektáros ligeterdő húzódik – a meleg idő beálltával kiváló gombázó hely.